# ماريا دي بي

لامب (حزمة برمجيات)

ماريا دي بي (بالإنجليزية: MariaDB)‏ هي قاعدة بيانات تعتمد على تطوير المجتمع، اشتقت وتفرعت عن قاعدة بيانات ماي إس كيو إل. والدافع لهذا التفرع هو المحافظة عليها حرة وتحت ترخيص رخصة جنو العمومية في مواجهة الشكوك التي تدور حول ترخيصها عند مالكها الجديد شركة أوراكل. ويطلب من المساهمين مشاركة حقوقهم مع شركة Monty Program Ab.
المطور الأساسي هو مونتي مؤسس ماي إس كيو إل وMonty Program Ab، والذي قام سابقاً ببيع شركة تطوير ماي إس كيو إل لشركة صن ميكروسيستمز مقابل مليار دولار .

## الإصدارات
تبعت ماريا دي بي أرقام إصدارات ماي إس كيو إل حتى الإصدار رقم 5.5، وجميع الميزات في MySQL 5.5 تتوفر في إصدار ماريا دي بي 5.5.
بعد الإصدار 5.5 قرر مطوروا ماريا دي بي البدء بسلسلة أرقام إصدارات 10. وهذا التغيير للتوضيح بان ماريا دي بي لن يستورد كامل ميزات ماي إس كيو إل 5.6 (لأن بعضها لا يبدو أن مستقراً بما يكفي حسب معايير ماريا دي بي) أو يعيد تطويعها. ولكن تم تطوير ميزات جديدة محددة، لذلك أعتقدوا أن تغيير رقم الإصدار الرئيسي كان ضروريا.

## مؤسسة ماريا دي بي
في ديسمبر 2012 أعلن مايكل ويدينوس، David Axmark، وألان لارسون عن تأسيس مؤسسة MariaDB للإشراف على تطوير MariaDB.

## أبرز المستخدمين
- مؤسسة ويكيميديا [18][19]
- فيدورا
- آرتش لينكس
- دبيان ابتداء من إصدارة 9 ستريتش
- شركة موزيلا
- ريدهات ابتداء من ريد هات إنتربرايز لينكس 7
- جوجل [20]

## الدعم
إن شركة جوجل ترسل مهندسين لمؤسسة ماريا دي بي ، وقد استثمرت مجموعة من الشركات العالمية الكبرى فيها وبقيادتهم إنتل ب 20 مليون دولار.
أما البنك الأوربي للاستثمار فقد دفع 25 مليون يورو في 2017 

## وصلات خارجية
- ماريا دي بي على موقع Open Hub (الإنجليزية)
- ماريا دي بي على موقع Free Software Directory (الإنجليزية)
- ماريا دي بي على موقع Framasoft (الفرنسية)
- الموقع الرسمي
- MariaDB, the Backward Compatible Branch of MySQL(R) Database Server على يوتيوب